# Bučka na Broadwayu
Bučka na Broadwayu je dramska igra, ki spada med realistično avanturistično prozo. Napisal jo je ljubljanski pisatelj, pesnik, novinar, urednik in esejist Milan Dekleva.
Izšla je leta 1993 v zbirki Zapik.
Delo je postalo tudi otroški muzikal, ki je bil v preteklih letih uprizarjan v gledališčih.

## Uvod
Zgodba govori o najstnici Bučki in njenemu prijatelju Bošku, ki se odpravita na Broadway, da bi si ogledala predstavo Totalka odštekan dan, v kateri nastopa Karamela Medenova. Srečata Indijanca Mokro koleno, kasneje pa še Italijana Amadea in Angelina, ki ju skupaj z njunim prijateljem ugrabita. Zgodba se zaplete, ko nastopi zvezda Karamela Medenova, ki je najbolj slavna oseba v Broadwayu. Vsi so presenečeni, ko vidijo, da sta tudi njo ugrabila Italijana in da so vsi trije v isti godlji. Dejanja se ves čas zapletajo, zgodba za srečen konec potrebuje akcijo. Na koncu se izkaže, da Amadeo in Angelino nista slabi osebi, kljub temu da sta mafijca. Dejanja se razpletejo, konec je srečen. Vsi skupaj pa se udeležijo Karameline predstave.

## Glavne osebe
Glavno osebo predstavlja Bučka, ki skupaj s svojim prijateljem Boškom odide na Broadway. Kasneje se jima pridruži še Indijanec Mokro koleno. Pomembni vlogi odigrata Italijana Amadeo in Angelino, ki sta v resnici policaja. Proti koncu zgodbe nastopajo še Indijanec Vlažni komolček, njegov oče, zvezda Broadwaya Karamela Medenova in Supergirl, ki ima vlogo rešiteljice.

## Književni prostor in čas
Književni prostor je zelo razgiban, saj se odvija na različnih mestih. Ugrabitelj namreč ne skriva žrtev vedno na istem mestu. Vse se dogaja v New Yorku, kamor se odpravita Bučka in njen prijatelj Boško. Dogajalni čas pa je 20. stoletje. 

## Jezik
Milan Dekleva je z besedami določil karakter junakov. Tako dobimo predstavo o osebah, ki nastopajo. Govor Italijanov Amadea in Angelina je zapisal s primorskim narečjem, uporabljal je tudi italijanske izraze kot so »bambino«, »bjondina«, … Ko nastopa glavna junakinja Bučka in njen prijatelj Boško, uporablja slengovske izraze. Osebam določi karakter, na podlagi tega pa je temu primeren tudi njihov jezik.

## Motiv ugrabitve
Ugrabitev, ki se zgodi, ni resnična, pa vendar pisatelj opisuje dogodke, ki so v realnem svetu mogoči. S tem želi opozoriti otroke pred resničnostjo, ki je včasih lahko kruta, hkrati pa staršem želi povedati, kako pomembno je, da svoje otroke seznanijo z zunanjim svetom. Pustolovščina Bučke in prijateljev ni načrtovana, zaradi spleta okoliščin se znajdejo v središču pozornosti. Motiv je torej da odrasli antijunak ugrabi otroka junaka. Le ta pa se s pomočjo dobrih ljudi reši.
V zgodbi so ugrabljeni štirje; Bučka in njena prijatelja Boško in Mokro koleno, v sobi, kamor jih zaprejo pa srečajo še zvezdo Karamelo Medenovo. Kot rešiteljica nastopi Supergirl. Ugrabitelja želita v zameno za žrtve dobiti denar, kar pa se jima ne posreči, saj se otroci prej rešijo.

## Interpretacija
Bučka in njena prijatelja imajo kot glavne osebe v realistično avanturistični zgodbi pozitivne lastnosti za razliko od ugrabiteljev, ki jim pisatelj pripiše slabe lastnosti (ugrabita otroke, ves čas se pretepata, preklinjata, ...). Dekleva prikaže otrokovo nedolžnost, ko le-ta vstopi v neznan svet. Rešiteljico Supergirl (predvidevamo lahko, da pisatelj ime izpelje iz slavnega lika »Supermana«), prikaže kot nerodno žensko, ki si pripisuje nadnaravne sposobnosti. S tem najbrž želi pokazati, da se morajo v težavah znajti sami in da te nadnaravni junaki ne obstajajo v realnem svetu. Ugrabitelja Amadeo in Angelino sta prikazana kot nerodni a kljub vsemu dobrosrčni osebi. Ves čas se pretepata, preklinjata, na svoje delo pa nista ravno osredotočena. Na koncu otroke izpustita in se celo spoprijateljijo. Odpustijo jima slaba dejanja, skupaj odidejo na predstavo Karamele Medenove. Torej, pravici je zadoščeno, razplet pa je srečen za vse like.

## Ostala dela iz zbirke Zapik
- Totalka odštekan dan, Ljubljana, državna založba Slovenije 1992